# Metapolitefsi
Metapolitefsi (em grego:  Μεταπολίτευση, traduzido como "mudança de política / regime") foi um período da história grega moderna após a queda da ditadura militar de 1967-1974, que inclui o período de transição desde a queda da ditadura até as eleições legislativas de 1974 e o período democrático imediatamente após estas eleições.
O longo percurso em direção a Metapolitefsi começou com o polêmico plano de liberalização de Georgios Papadopoulos, chefe da ditadura militar. Este processo foi contestado por políticos importantes, tais como Panagiotis Kanellopoulos e Stephanos Stephanopoulos. O plano de Papadopoulos seria interrompido com a revolta na Politécnica de Atenas, uma manifestação maciça de rejeição popular a junta militar, e o contragolpe perpetrado por Dimitris Ioannidis.
O fracassado golpe de Estado de Ioannides contra o presidente eleito de Chipre, Makarios III, e a subsequente invasão turca conduziu à queda da ditadura e a nomeação de um governo interino, conhecido como o "governo de unidade nacional", liderado pelo antigo primeiro-ministro, Konstantinos Karamanlis. Karamanlis legalizou o Partido Comunista (KKE) e formou a Nova Democracia, um novo partido de centro-direita, que venceu as eleições de 1974.